# Copa del Rey de fútbol 1930
La Copa del Rey de Fútbol 1930 es la vigésimo octava edición en el palmarés del Campeonato de España de este deporte. Esta año la victoria fue para un clásico de la competición el Athletic Club que conseguía así su décimo título nacional ante el Real Madrid que con esta final era la cuarta que perdía desde su última victoria en 1917. A diferencia del año anterior, el torneo se disputó desde el 6 de abril hasta el 1 de junio una vez acabado el Campeonato Nacional de Liga el 30 de marzo. 

## Equipos clasificados
También como el año anterior los  campeonatos regionales disputados en la primera mitad de la temporada sirvieron de clasificación para el torneo, los tres primeros de Cataluña, Centro, Guipúzcoa y Vizcaya; campeón y subcampeón de Galicia, Asturias, Cantabria, Castilla, Valencia, Aragón, Murcia y Andalucía; y los campeones de Extremadura, Baleares y Canarias, en un total de 31 equipos (la liga Navarra volvió a entrar en el campeonato guipúzcoano)
| Torneo Regional            | Campeón | Campeón                | Subcampeón | Subcampeón                | Tercer Clas. | Tercer Clas.          | Tercer Clas. |
| -------------------------- | ------- | ---------------------- | ---------- | ------------------------- | ------------ | --------------------- | ------------ |
| Copa Cataluña              |         | FC Barcelona           |            | RCD Español               |              | CD Europa             |              |
| Campeonato Regional Centro |         | Real Madrid FC         |            | Athletic de Madrid        |              | Racing de Madrid      |              |
| Campeonato de Guipúzcoa    |         | Real Unión Club        |            | Real Sociedad             |              | Club Atlético Osasuna |              |
| Campeonato de Vizcaya      |         | CD Alavés              |            | Athletic Club             |              | Arenas Club de Guecho |              |
| Campeonato de Galicia      |         | RC Celta               |            | RC Deportivo La Coruña    |              |                       |              |
| Campeonato de Asturias     |         | Real Sporting de Gijón |            | Real Oviedo FC            |              |                       |              |
| Campeonato de Cantabria    |         | Racing de Santander    |            | RSG Torrelavega           |              |                       |              |
| Copa de Andalucía          |         | Sevilla FC             |            | Real Betis Balompié       |              |                       |              |
| Campeonato de Aragón       |         | Iberia SC              |            | Patria Aragón             |              |                       |              |
| Campeonato de Valencia     |         | CD Castellón           |            | Valencia CF               |              |                       |              |
| Campeonato de Murcia       |         | Real Murcia FC         |            | Cartagena FC              |              |                       |              |
| Copa de Castilla y León    |         | Cultural Leonesa       |            | Real Valladolid Deportivo |              |                       |              |
| Campeonato de Baleares     |         | CD Alfonso XIII        |            |                           |              |                       |              |
| Campeonato de Extremadura  |         | CD Don Benito          |            |                           |              |                       |              |
| Campeonato de Canarias     |         | Real Club Victoria     |            |                           |              |                       |              |

### Fase Inicial (Dieciseisavos)
Se juega una ronda eliminatoria de ida y vuelta en la que se suman los goles de ambos partidos, en caso de igualdad se jugaría un partido de desempate en campo neutral.
Los partidos de ida se jugaron el 6 de abril, y la vuelta el día 13 del mismo mes. Los desempates fueron jugados el 15 de abril.
| Equipo local ida      | Equipo visitante ida      | Ida   | Vuelta | Suma Total | Des.  |
| --------------------- | ------------------------- | ----- | ------ | ---------- | ----- |
| Racing de Santander   | Athletic Club             | 3 - 0 | 1 - 5  | 4 - 5      |       |
| Real Sociedad         | Gimnástica de Torrelavega | 2 - 0 | 2 - 0  | 4 - 0      |       |
| Racing de Madrid      | Real Unión de Irún        | 0 - 3 | 1 - 4  | 1 - 7      |       |
| CD Castellón          | Athletic de Madrid        | 1 - 0 | 1 - 2  | 2 - 2      | 7 - 1 |
| FC Barcelona          | RC Deportivo de La Coruña | 8 - 0 | 3 - 1  | 11 - 1     |       |
| Club Deportivo Alavés | Sporting de Gijón         | 5 - 1 | 0 - 3  | 5 - 4      |       |
| Atlético Osasuna      | SC Iberia                 | 3 - 0 | 3 - 1  | 6 - 1      |       |
| RCD Alfonso XIII      | RCD Español               | 1 - 7 | 6 - 1  | 2 -13      |       |
| Real Valladolid       | Real Club Victoria        | 1 - 1 | 1 - 5  | 2 - 6      |       |
| Real Oviedo           | CD Europa                 | 4 - 0 | 0 - 2  | 4 - 2      |       |
| Real Murcia           | CD Don Benito             | 10- 0 | 5 - 0  | 15- 0      |       |
| Patria Aragón         | Real Madrid FC            | 1 - 1 | 1 - 1  | 2 - 2      | 1 - 6 |
| Arenas de Guecho      | Cartagena FC              | 6 - 1 | 2 - 0  | 8 - 1      |       |
| Sevilla FC            | Cultural Leonesa          | 1 - 0 | 1 - 2  | 2 - 2      | 2 - 1 |
| RC Celta              | Valencia CF               | 2 - 0 | 0 - 5  | 2 - 5      |       |
| Real Betis            | Directo a octavos         |       |        |            |       |

## Rondas finales
|  | Octavos de final          | Octavos de final          | Octavos de final          |                    |   | Cuartos de final       | Cuartos de final       | Cuartos de final       |  |  | Semifinales             | Semifinales             | Semifinales             |  |  | Final      | Final      | Final      |
|  | 20 de abril - 27 de abril | 20 de abril - 27 de abril | 20 de abril - 27 de abril |                    |   | 4 de mayo - 11 de mayo | 4 de mayo - 11 de mayo | 4 de mayo - 11 de mayo |  |  | 18 de mayo - 25 de mayo | 18 de mayo - 25 de mayo | 18 de mayo - 25 de mayo |  |  | 1 de junio | 1 de junio | 1 de junio |
|  |                           |                           |                           |                    |   |                        |                        |                        |  |  |                         |                         |                         |  |  |            |            |            |
|  |                           |                           |                           |                    |   |                        |                        |                        |  |  |                         |                         |                         |  |  |            |            |            |
|  |                           |                           |                           |                    |   |                        |                        |                        |  |  |                         |                         |                         |  |  |            |            |            |
|  | Real Unión de Irún        | 0                         | 2                         |                    |   |                        |                        |                        |  |  |                         |                         |                         |  |  |            |            |            |
|  | Real Unión de Irún        | 0                         | 2                         |                    |   |                        |                        |                        |  |  |                         |                         |                         |  |  |            |            |            |
|  | CD Castellón              | 1                         | 0                         |                    |   |                        |                        |                        |  |  |                         |                         |                         |  |  |            |            |            |
|  | CD Castellón              | 1                         | 0                         | Real Unión de Irún | 3 | 0                      |                        |                        |  |  |                         |                         |                         |  |  |            |            |            |
|  |                           |                           |                           |                    | 3 | 0                      |                        |                        |  |  |                         |                         |                         |  |  |            |            |            |
|  |                           | Athletic Club             | 3                         | 4                  |   |                        |                        |                        |  |  |                         |                         |                         |  |  |            |            |            |
|  | Athletic Club             | Athletic Club             | 3                         | 4                  | 4 | 1                      |                        |                        |  |  |                         |                         |                         |  |  |            |            |            |
|  | Athletic Club             |                           |                           |                    | 4 | 1                      |                        |                        |  |  |                         |                         |                         |  |  |            |            |            |
|  | Real Sociedad             | 1                         | 1                         |                    |   |                        |                        |                        |  |  |                         |                         |                         |  |  |            |            |            |
|  | Real Sociedad             | 1                         | 1                         | Athletic Club      | 2 | 3                      |                        |                        |  |  |                         |                         |                         |  |  |            |            |            |
|  |                           |                           |                           |                    | 2 | 3                      |                        |                        |  |  |                         |                         |                         |  |  |            |            |            |
|  |                           | FC Barcelona              | 1                         | 4                  |   |                        |                        |                        |  |  |                         |                         |                         |  |  |            |            |            |
|  | CD Alavés                 | FC Barcelona              | 1                         | 4                  | 3 | 1                      |                        |                        |  |  |                         |                         |                         |  |  |            |            |            |
|  | CD Alavés                 |                           |                           |                    | 3 | 1                      |                        |                        |  |  |                         |                         |                         |  |  |            |            |            |
|  | Atlético Osasuna          | 1                         | 0                         |                    |   |                        |                        |                        |  |  |                         |                         |                         |  |  |            |            |            |
|  | Atlético Osasuna          | 1                         | 0                         | CD Alavés          | 2 | 1                      |                        |                        |  |  |                         |                         |                         |  |  |            |            |            |
|  |                           |                           |                           |                    | 2 | 1                      |                        |                        |  |  |                         |                         |                         |  |  |            |            |            |
|  |                           | FC Barcelona              | 1                         | 4                  |   |                        |                        |                        |  |  |                         |                         |                         |  |  |            |            |            |
|  | Real Betis                | FC Barcelona              | 1                         | 4                  | 1 | 0                      |                        |                        |  |  |                         |                         |                         |  |  |            |            |            |
|  | Real Betis                |                           |                           |                    | 1 | 0                      |                        |                        |  |  |                         |                         |                         |  |  |            |            |            |
|  | FC Barcelona              | 1                         | 2                         |                    |   |                        |                        |                        |  |  |                         |                         |                         |  |  |            |            |            |
|  | FC Barcelona              | 1                         | 2                         | Athletic Club      | 3 |                        |                        |                        |  |  |                         |                         |                         |  |  |            |            |            |
|  |                           |                           |                           |                    | 3 |                        |                        |                        |  |  |                         |                         |                         |  |  |            |            |            |
|  |                           | Real Madrid FC            | 2                         |                    |   |                        |                        |                        |  |  |                         |                         |                         |  |  |            |            |            |
|  | RCD Español               | Real Madrid FC            | 2                         | 5                  | 3 |                        |                        |                        |  |  |                         |                         |                         |  |  |            |            |            |
|  | RCD Español               |                           |                           |                    | 3 |                        |                        |                        |  |  |                         |                         |                         |  |  |            |            |            |
|  | Real Club Victoria        | 1                         | 1                         |                    |   |                        |                        |                        |  |  |                         |                         |                         |  |  |            |            |            |
|  | Real Club Victoria        | 1                         | 1                         | RCD Español        | 2 | 1                      |                        |                        |  |  |                         |                         |                         |  |  |            |            |            |
|  |                           |                           |                           |                    | 2 | 1                      |                        |                        |  |  |                         |                         |                         |  |  |            |            |            |
|  |                           | Real Oviedo               | 0                         | 0                  |   |                        |                        |                        |  |  |                         |                         |                         |  |  |            |            |            |
|  | Real Murcia               | Real Oviedo               | 0                         | 0                  | 2 | 2                      |                        |                        |  |  |                         |                         |                         |  |  |            |            |            |
|  | Real Murcia               |                           |                           |                    | 2 | 2                      |                        |                        |  |  |                         |                         |                         |  |  |            |            |            |
|  | Real Oviedo               | 1                         | 5                         |                    |   |                        |                        |                        |  |  |                         |                         |                         |  |  |            |            |            |
|  | Real Oviedo               | 1                         | 5                         | RCD Español        | 1 | 0                      |                        |                        |  |  |                         |                         |                         |  |  |            |            |            |
|  |                           |                           |                           |                    | 1 | 0                      |                        |                        |  |  |                         |                         |                         |  |  |            |            |            |
|  |                           | Real Madrid FC            | 0                         | 2                  |   |                        |                        |                        |  |  |                         |                         |                         |  |  |            |            |            |
|  | Valencia CF               | Real Madrid FC            | 0                         | 2                  | 5 | 2                      |                        |                        |  |  |                         |                         |                         |  |  |            |            |            |
|  | Valencia CF               |                           |                           |                    | 5 | 2                      |                        |                        |  |  |                         |                         |                         |  |  |            |            |            |
|  | Sevilla FC                | 1                         | 3                         |                    |   |                        |                        |                        |  |  |                         |                         |                         |  |  |            |            |            |
|  | Sevilla FC                | 1                         | 3                         | Valencia CF        | 2 | 2                      |                        |                        |  |  |                         |                         |                         |  |  |            |            |            |
|  |                           |                           |                           |                    | 2 | 2                      |                        |                        |  |  |                         |                         |                         |  |  |            |            |            |
|  |                           | Real Madrid FC            | 5                         | 0                  |   |                        |                        |                        |  |  |                         |                         |                         |  |  |            |            |            |
|  | Real Madrid FC            | Real Madrid FC            | 5                         | 0                  | 2 | 2                      |                        |                        |  |  |                         |                         |                         |  |  |            |            |            |
|  | Real Madrid FC            |                           |                           |                    | 2 | 2                      |                        |                        |  |  |                         |                         |                         |  |  |            |            |            |
|  | Arenas de Guecho          | 0                         | 0                         |                    |   |                        |                        |                        |  |  |                         |                         |                         |  |  |            |            |            |

1. ↑  desempate Zaragoza, 27 de Mayo 4-0

### Final
La final del torneo fue disputada por el Athletic Club de Bilbao y el Real Madrid Football Club. La final se disputó a partido único en el Estadio de Montjuic de Barcelona el día 1 de junio de 1930. El partido acabó 2 a 2 al final del tiempo reglamentario, por lo que se tuvo que jugar una prórroga en la que el delantero rojiblanco Unamuno marcó el definitivo gol que supuso el título para el equipo de Bilbao.
| 1  | PO | Blasco        |  |
| 2  | DF | Castellanos   |  |
| 3  | DF | Urquizu       |  |
| 4  | MC | Garizurieta   |  |
| 5  | MC | Muguerza      |  |
| 6  | MC | Chirri II     |  |
| 7  | DE | Lafuente      |  |
| 8  | DE | Iraragorri    |  |
| 9  | DE | Unamuno I     |  |
| 10 | DE | Bata          |  |
| 11 | DE | Gorostiza     |  |
| DT | DT | Fred Pentland |  |

| 1  | PO | Vidal           |  |  |
| 2  | DF | Torregrozo      |  |  |
| 3  | DF | Quesada         |  |  |
| 4  | MC | Prats           |  |  |
| 5  | MC | Esparza         |  |  |
| 6  | MC | José María Peña |  |  |
| 7  | DE | Lazcano         |  |  |
| 8  | DE | Triana          |  |  |
| 9  | DE | Gaspar Rubio    |  |  |
| 10 | DE | Cosme           |  |  |
| 11 | DE | L. Olaso        |  |  |
| DT | DT | Lippo Hertzka   |  |  |

| Lafuente   | 1-0            |
| Lazcano    | 1-1            |
| Iraragorri | 2-1            |
| Triana     | 2-2            |
| Unamuno    | 3-2 (prórroga) |

| Árbitro:        | Comorera |
| Jueces de línea |          |
|                 |          |
|                 |          |

| 1  | PO | Blasco        |  |
| 2  | DF | Castellanos   |  |
| 3  | DF | Urquizu       |  |
| 4  | MC | Garizurieta   |  |
| 5  | MC | Muguerza      |  |
| 6  | MC | Chirri II     |  |
| 7  | DE | Lafuente      |  |
| 8  | DE | Iraragorri    |  |
| 9  | DE | Unamuno I     |  |
| 10 | DE | Bata          |  |
| 11 | DE | Gorostiza     |  |
| DT | DT | Fred Pentland |  |

| 1  | PO | Vidal           |  |  |
| 2  | DF | Torregrozo      |  |  |
| 3  | DF | Quesada         |  |  |
| 4  | MC | Prats           |  |  |
| 5  | MC | Esparza         |  |  |
| 6  | MC | José María Peña |  |  |
| 7  | DE | Lazcano         |  |  |
| 8  | DE | Triana          |  |  |
| 9  | DE | Gaspar Rubio    |  |  |
| 10 | DE | Cosme           |  |  |
| 11 | DE | L. Olaso        |  |  |
| DT | DT | Lippo Hertzka   |  |  |

| Lafuente   | 1-0            |
| Lazcano    | 1-1            |
| Iraragorri | 2-1            |
| Triana     | 2-2            |
| Unamuno    | 3-2 (prórroga) |

| Árbitro:        | Comorera |
| Jueces de línea |          |
|                 |          |
|                 |          |

|                       |
| Campeón ATHLETIC CLUB |
| Décimo título         |

| Predecesor: Copa del Rey 1929 | Copa del Rey 1930 | Sucesor: Copa del Presidente de la República 1931 |

- Datos: Q1130783